# Liste der Comarcas in Murcia
Dies sind die Comarcas in der Region Murcia, Spanien.

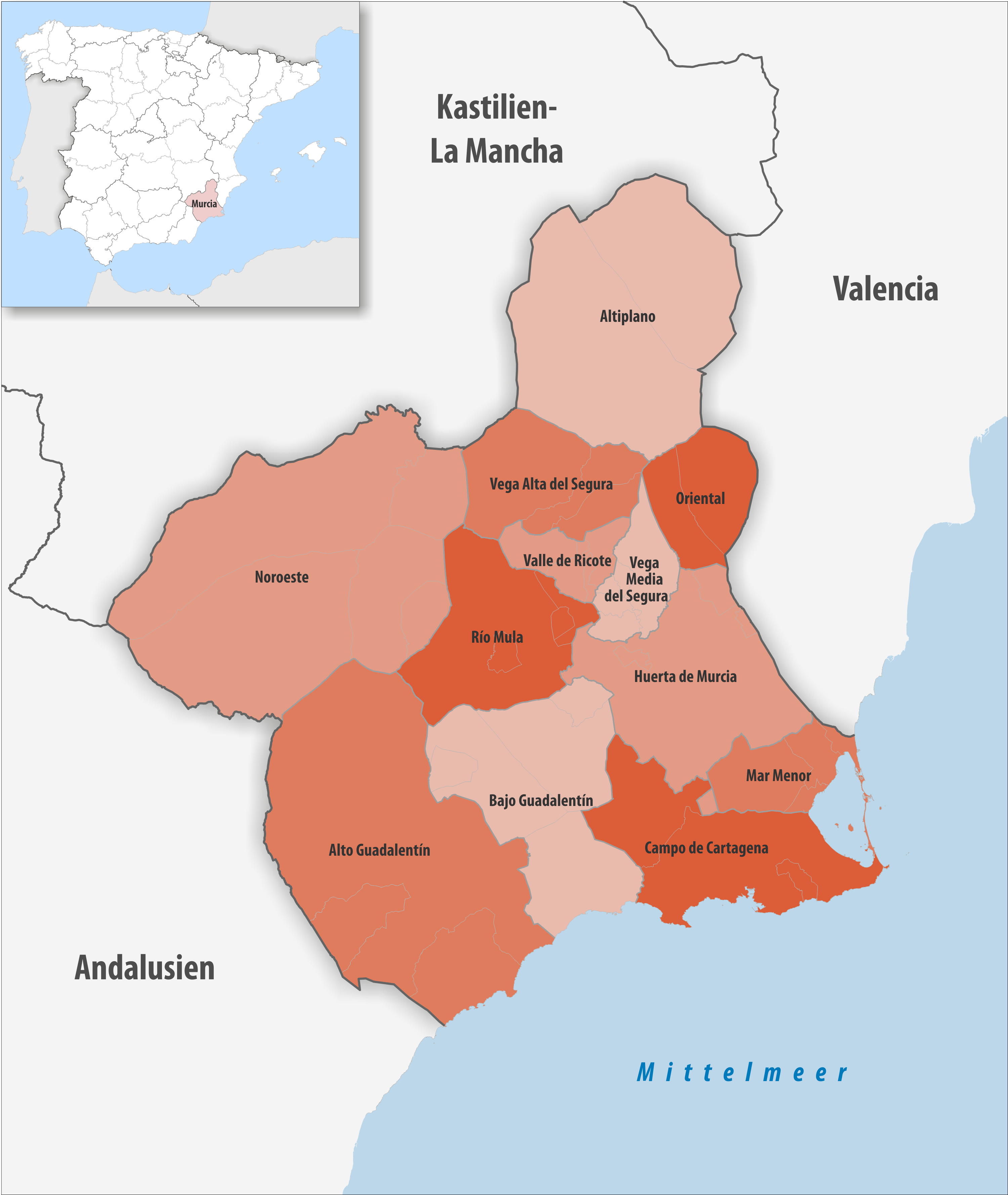
Comarcas in der autonomen Gemeinschaft Murcia

| Comarca               | Gemeinden | Einwohner (2024) | Fläche km² | Dichte Einw./km² | Hauptort            |
| --------------------- | --------- | ---------------- | ---------- | ---------------- | ------------------- |
| Altiplano             | 2         | 63.220           | 1.574,94   | 40               | Yecla               |
| Alto Guadalentín      | 3         | 153.573          | 2.071,66   | 74               | Lorca               |
| Bajo Guadalentín      | 5         | 99.225           | 1.024,40   | 97               | Mazarrón            |
| Campo de Cartagena    | 3         | 259.649          | 860,13     | 302              | Cartagena           |
| Huerta de Murcia      | 4         | 546.019          | 955,45     | 571              | Murcia              |
| Mar Menor             | 4         | 124.158          | 307,39     | 404              | San Javier          |
| Noroeste              | 5         | 70.144           | 2.381,32   | 29               | Caravaca de la Cruz |
| Oriental              | 2         | 17.389           | 384,82     | 45               | Fortuna             |
| Río Mula              | 4         | 25.100           | 727,51     | 35               | Mula                |
| Valle de Ricote       | 5         | 27.555           | 202,09     | 136              | Archena             |
| Vega Alta del Segura  | 3         | 55.186           | 568,46     | 97               | Cieza               |
| Vega Media del Segura | 5         | 130.715          | 258,00     | 507              | Molina de Segura    |
| Provinz Murcia        | 45        | 1.571.933        | 11.316,17  | 139              | Murcia              |